# Unter Verdacht: Die elegante Lösung
Die elegante Lösung ist ein deutscher Fernsehfilm von Aelrun Goette aus dem Jahr 2011. Es handelt sich um die siebzehnte Episode der ZDF-Kriminalfilmreihe Unter Verdacht mit Senta Berger als Dr. Eva Maria Prohacek in der Hauptrolle.

## Handlung
An der Triester Küste wird der Sohn Thorsten des Münchner Polizeipräsidenten a. D. Heinrich Brenner tot aufgefunden. Dr. Eva Maria Prohacek und ihr Assistent André Langner ermitteln in Triest erstmals außerhalb von München.

## Hintergrund
Der Film wurde vom 7. September 2010 bis zum 30. September 2010 in Triest sowie München und Umgebung gedreht. Die Folge wurde am 4. November 2011 um 20:15 Uhr auf arte erstausgestrahlt.

## Kritik
Die Kritiker der Fernsehzeitschrift TV Spielfilm vergaben dem Film die bestmögliche Wertung, sie zeigten mit dem Daumen nach oben. Sie konstatierten: „Packend, engagiert und hochaktuell“.

### Auszeichnungen
Der Film erhielt 2013 den Sonderpreis bei der Verleihung des Marler Medienpreis Menschenrechte. Außerdem war er bei den Fernsehfilmfestival Baden-Baden 2011 nominiert.